# Mathieu Péalardy

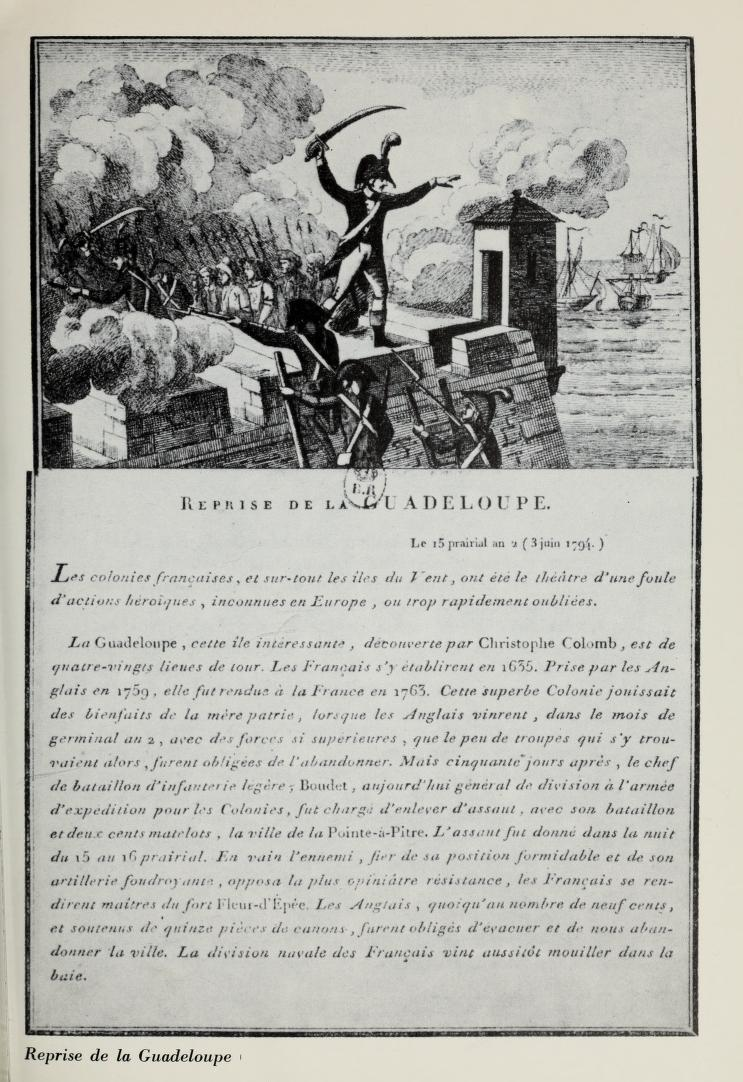
De Fransen verjagen de Britten uit Guadeloupe (1794)

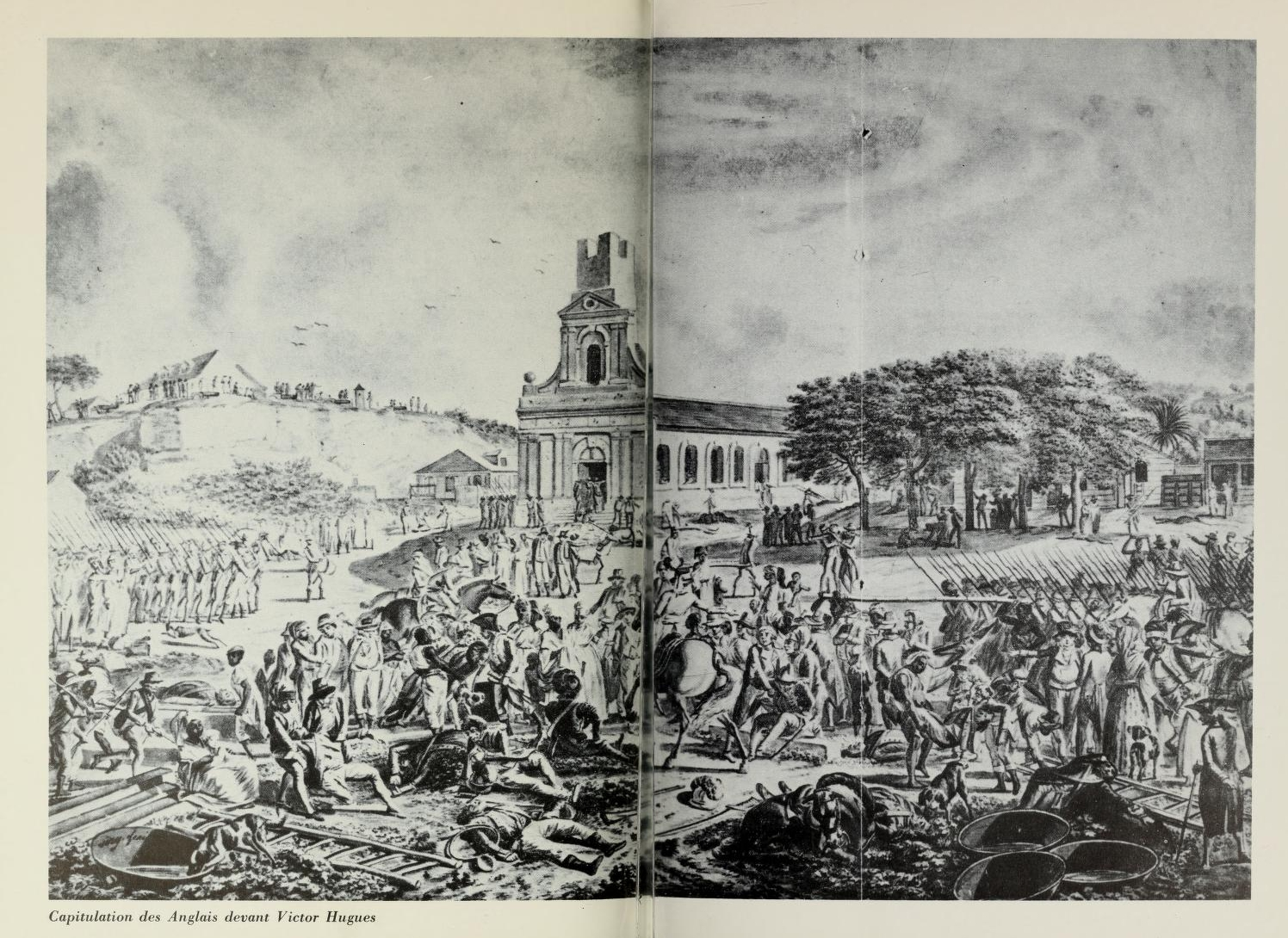
De Britten capituleren voor de Franse gouverneur Victor Hugues (1794)

Mathieu Péalardy, kortweg Pélardy genoemd (Vadans, 9 september 1753 – Versailles, 5 mei 1836), was een generaal tijdens de Franse revolutionaire oorlogen en de napoleontische oorlogen.

## Levensloop
Péalardy groeide op in de provincie Franche-Comté, provincie van het koninkrijk Frankrijk. Hij werd officier in dienst van koning Lodewijk XVI van Frankrijk (1771). Zijn activiteit in het leger was de artillerie. Hij diende een eerste maal op de Franse Antillen en dit tot het uitbreken van de Franse Revolutie (1789); dan keerde hij naar Frankrijk terug. 
Hij vocht in de Franse revolutionaire oorlogen, tot het Revolutionair Bestuur in Parijs hem in 1794 terug naar de Antillen stuurde. Onder leiding van Victor Hugues (1762-1826), de pas benoemde gouverneur van Guadeloupe (1794), verdreef hij de Britse bezettingstroepen. Zo bracht de artillerie van Péalardy in Pointe-à-Pitre de Britse vloot zware verliezen toe. Péalardy vocht vervolgens over een ponton op Rivière-Salée en veroverde mee het fort Saint-Charles voor Frankrijk. Victor Hugues bevorderde hem, omwille van deze militaire prestaties, tot divisiegeneraal. Door toedoen van een kanonskogel raakte Péalardy aan zijn rechterzijde verlamd. Doch dit genas nadien volledig. Victor Hugues verklaarde de slaven van Guadeloupe in 1794 vrij, omdat de slaven meegevochten hadden om de Britten te verdrijven. Doch Napoleon Bonaparte voerde later de slavernij terug in. 
Péalardy keerde in 1795 naar Parijs terug, om in 1798 opnieuw naar de Antillen gestuurd worden. In 1801 konden de Britten hem arresteren en werd hij naar Engeland overgebracht. In 1802 keerde hij als een vrij man naar Frankrijk terug nadat hij zijn erewoord had gegeven dat hij de Britten niet meer zou bevechten. Op 1 juli 1811 kreeg hij ontslag uit het leger van Napoleon Bonaparte. Hij had meer dan 40 jaar gediend in Franse troepen.
De generaal op rust Péalardy stierf in Versailles in 1836.